# Torre degli Alepri
La torre degli Alepri si trova in via della Condotta 52 rosso, accanto al palazzo dei Cerchi, a Firenze.
Gli Alepri facevano parte della consorteria dei Galigai, Buonaguisi, Della Pressa e Giugni. Esiliati in quanto ghibellini, i loro beni vennero confiscati e incamerati dall'amministrazione cittadina.
La torre è stata più volte rimaneggiata e presenta cinque piani con paramento murario nel tipico filaretto medievale, anche se gli spigoli sono rafforzati da bozze di pietra più massiccia e squadrata.
Al pian terreno si apre un portale analogo a quelli del vicino palazzo Cerchi, per cui si suppone sia stato rimaneggiato in un secondo momento; i piani superiori hanno una fila di monofore ad arco ribassato allineate verticalmente, con in alto l'ultimo piano ricostruito successivamente, presentante una finestra rettangolare.
Sul paramento si aprono alcune buche pontaie, ma sono prive di mensole per cui non dovevano sopportare ballatoi lignei: con molta probabilità sostennero solo le impalcature per la costruzione dell'edificio.

## Altre immagini

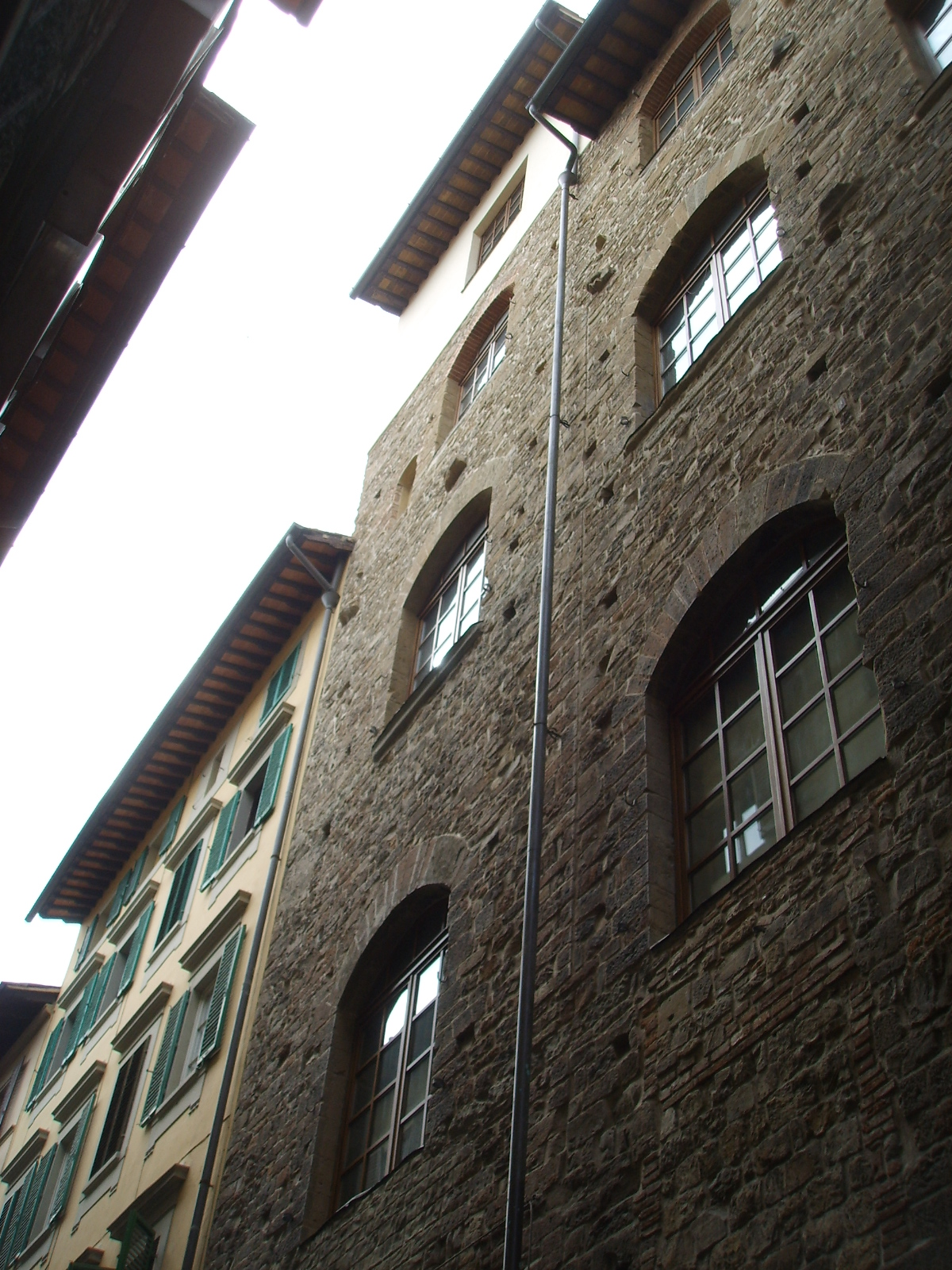
La parte superiore
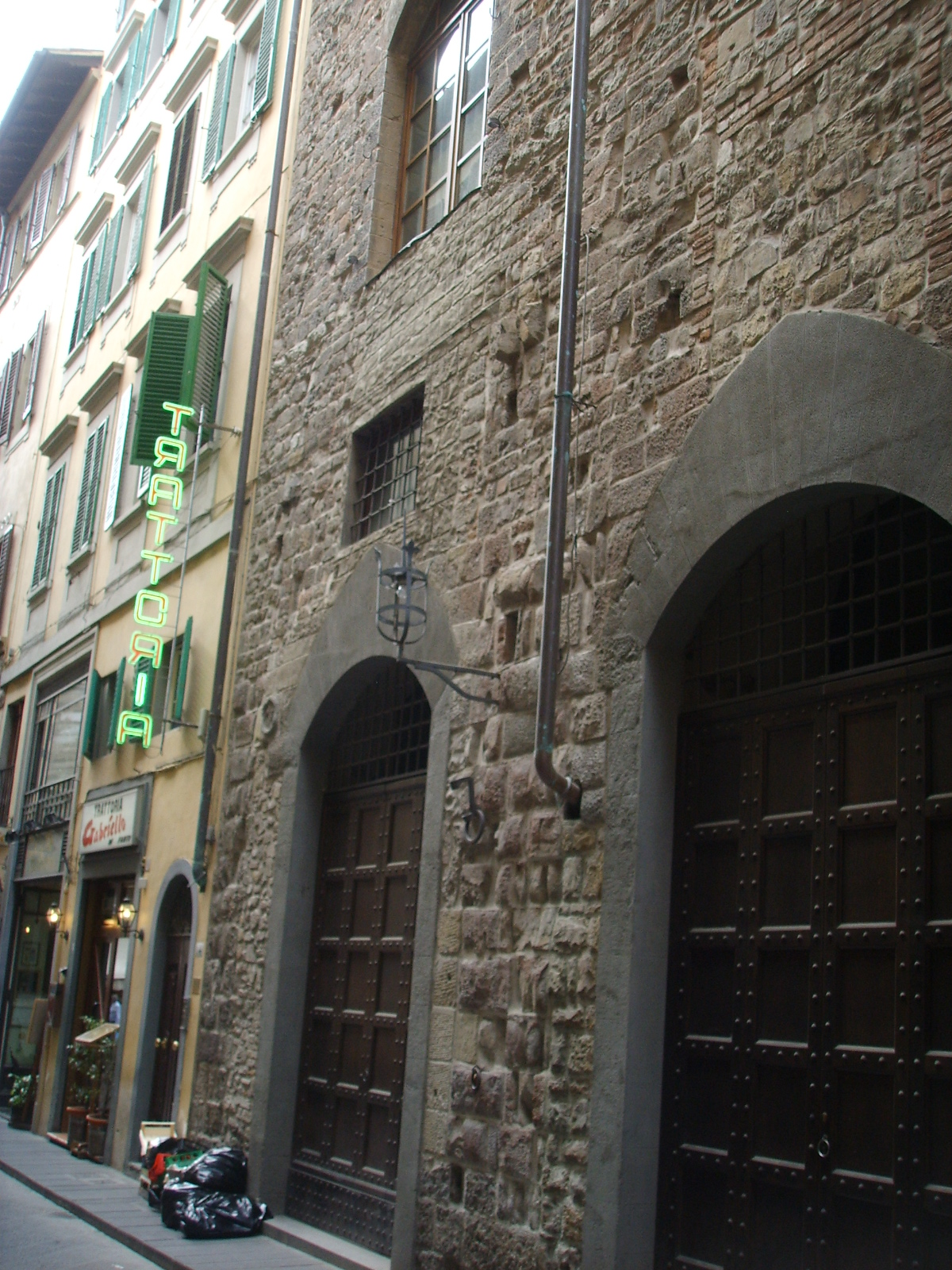
La parte inferiore